# Crônica de Nuremberg

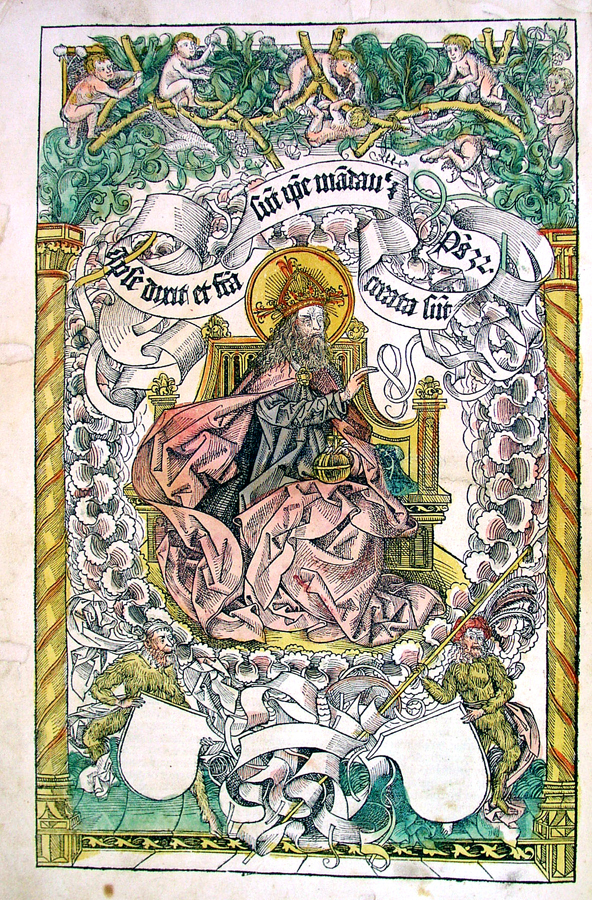
Xilogravura, colorida à mão, da Crônica de Nuremberg, representação de Deus criando o mundo.

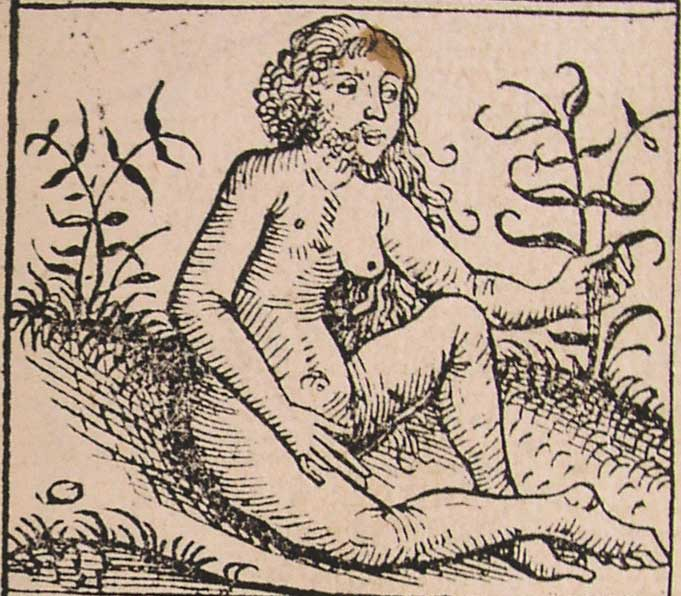
Representação gráfica medieval de um ser humano andrógino tirada do livro Crônica de Nuremberg que foi publicado 1493 sob o título de Nürnberger Chronik mas que também largamente chamado de Schedelsche Weltchronik, dada a autoria de Hartmann Schedel).

A Crônicas de Nuremberg é um famoso incunábulo publicado pela primeira vez em latim, em 12 de julho de 1493, com edições traduzidas para o alemão a partir de 23 de dezembro deste mesmo ano. Trata-se de uma enciclopédia ilustrada composta de relatos da história mundial, bem como de relatos contados através da paráfrase de passagens bíblicas. Os assuntos incluem a história humana em relação à Bíblia, criaturas mitológicas ilustradas e as histórias de importantes cidades cristãs e seculares da Idade Média.
Trata-se do maior livro ilustrado de sua época, com cerca de 1 600 xilogravuras.
Seu autor é Hartmann Schedel, um dos pioneiros da cartografia impressa. Georg Alt (ou Georgium Alten em latim) traduziu a Crônica para o alemão. Albrecht Dürer trabalhou na condição de aprendiz durante a feitura das ilustrações.
A obra aborda a história do mundo, dividindo-a em sete momentos. Restam 1 250 exemplares da Crônica, sendo esta certamente um dos livros mais difundidos de seu tempo.
Os estudiosos de latim referem-se a ele como "Liber Chronicarum" (Livro de Crônicas), pois essa frase aparece na introdução do índice em sua versão em latim. Os falantes do inglês referem-se ao livro como "Crônicas de Nuremberg" em homenagem a cidade em que foi publicada. Porém, os falantes do alemão referem-se a ele como "Die Schedelshe Weltchronik" (História Mundial de Schedel) em homenagem a seu autor.

## Publicação

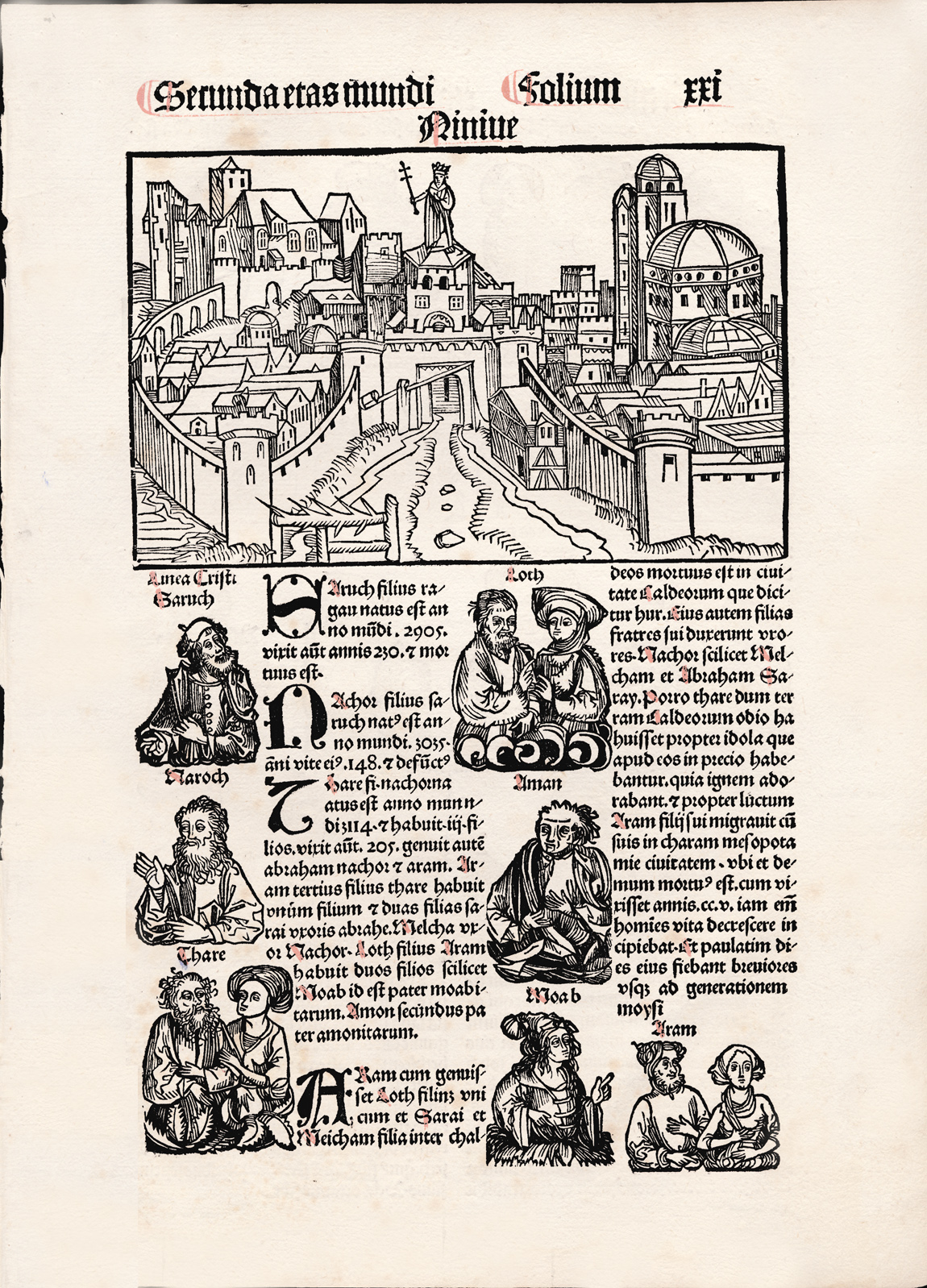
Uma página de uma edição pirata da Crônica de Nuremberg de 1497

A Crônica foi publicada pela primeira vez em latim em 12 de julho de 1493 na cidade de Nuremberg. Isto foi rapidamente seguido por uma tradução alemã em 23 de dezembro de 1493. Estima-se que 1 400 a 1 500 cópias latinas e 700 a 1 000 alemãs foram publicadas. Um documento de 1509 registra que 539 versões latinas e 60 versões alemãs não haviam sido vendidas. Aproximadamente 400 cópias latinas e 300 alemãs sobreviveram até o século XXI. Eles estão espalhados pelo mundo em museus e coleções. As ilustrações maiores também eram vendidas separadamente como estampas, muitas vezes coloridas à mão em aquarela. Muitos exemplares do livro são coloridos, com diferentes graus de habilidade; Havia lojas especializadas para isso. A coloração em alguns exemplos foi adicionada muito mais tarde, e algumas cópias foram quebradas para venda como estampas decorativas.

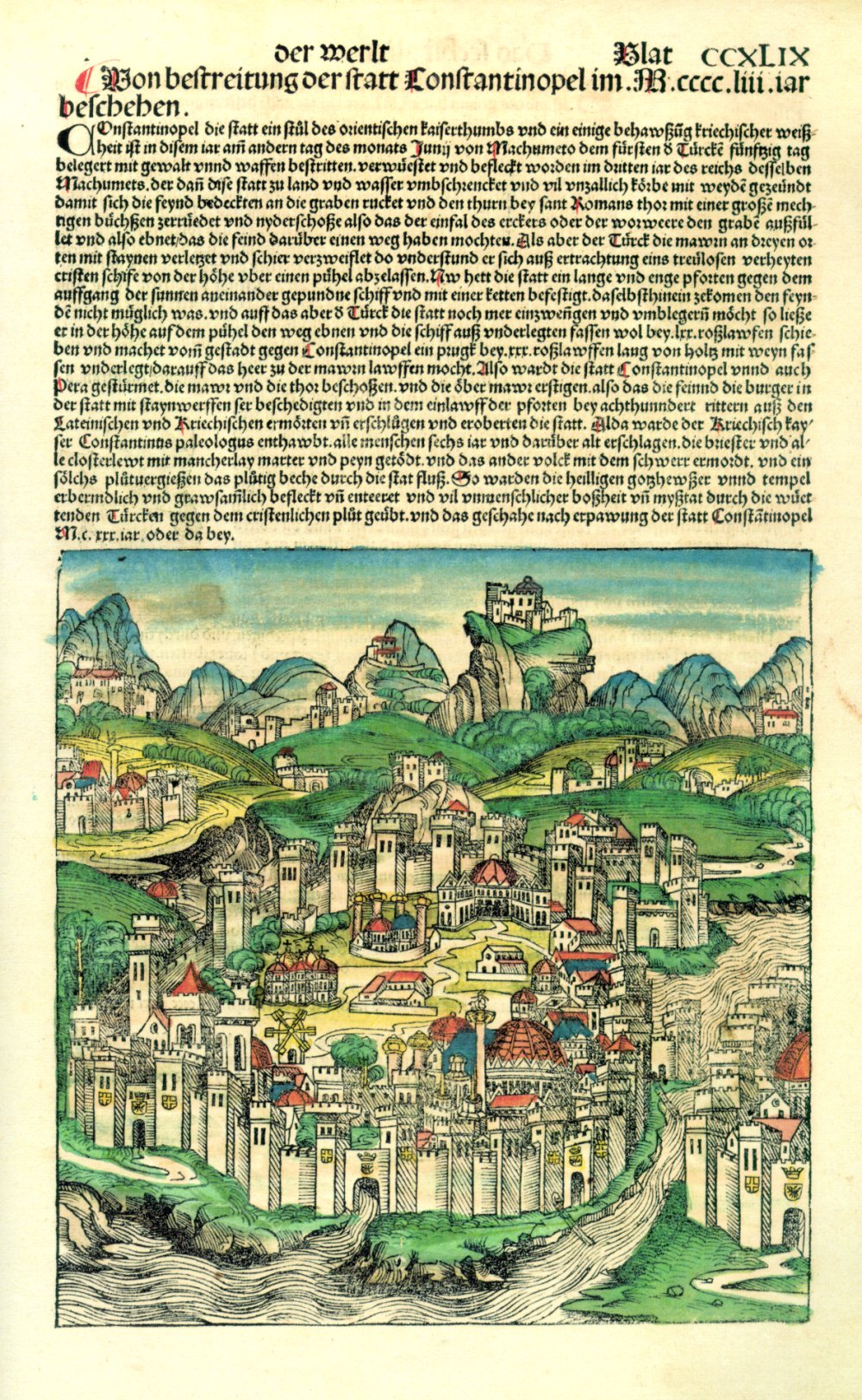
Página representando Constantinopla, com coloração manual adicionada

O editor e impressor foi Anton Koberger, padrinho de Albrecht Dürer, que, no ano do nascimento de Dürer, em 1471, deixou de ourivesaria para se tornar impressor e editor. Ele rapidamente se tornou o editor mais bem sucedido na Alemanha, eventualmente possuindo 24 impressoras e tendo muitos escritórios na Alemanha e no exterior, de Lyon a Buda.

## Conteúdo
A crônica é uma história mundial ilustrada, na qual os conteúdos são divididos em sete idades:
- Primeira era: da criação ao dilúvio
- Segunda era: até o nascimento de Abraão
- Terceira idade: até o rei Davi
- Quarta idade: até o cativeiro babilônico
- Quinta idade: até o nascimento de Jesus Cristo
- Sexta idade: até o presente momento (a maior parte)
- Sétima idade: perspectivas sobre o fim do mundo e o Juízo Final

## Edições piratas
Devido ao sucesso e prestígio da Crônica de Nuremberg, que teve uma das maiores tiragens de uma edição durante o incunábulo (também conhecido como o período insignificante da produção de livros c. 1455-1500), uma das primeiras edições piratas em grande escala da Crônica apareceu no mercado. O culpado foi Johann Schönsperger (c. 1455-1521), um impressor de Augsburgo que produziu edições menores da Crônica em 1496, 1497 e 1500 em alemão, latim e uma segunda edição também em alemão. Era o início de edições de livros não autorizadas, edições piratas que capitalizavam o sucesso de outro autor e editora sem consentimento.  Apesar da pirataria de um livro de sucesso, Schönsperger faliu em 1507.

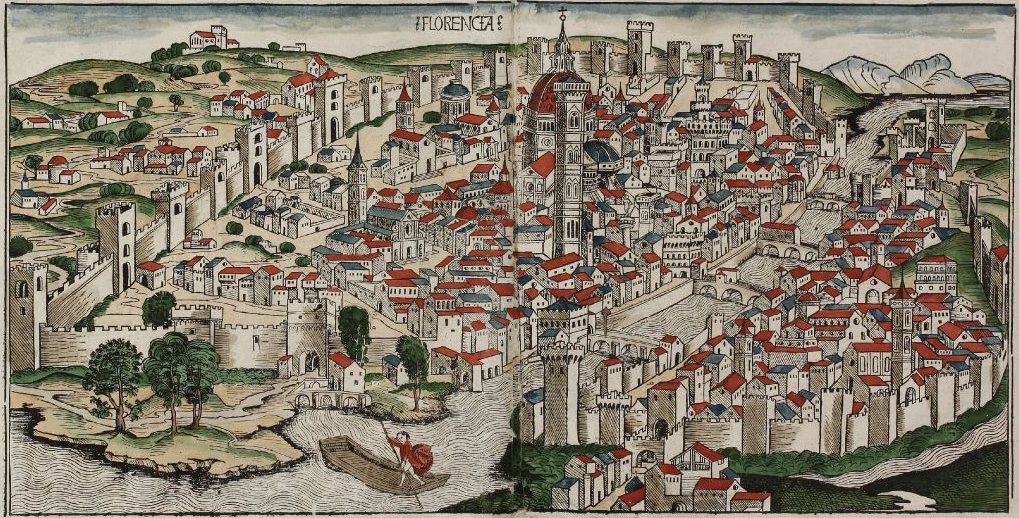
Vista colorida da cidade de xilogravura de Florença

## Galeria

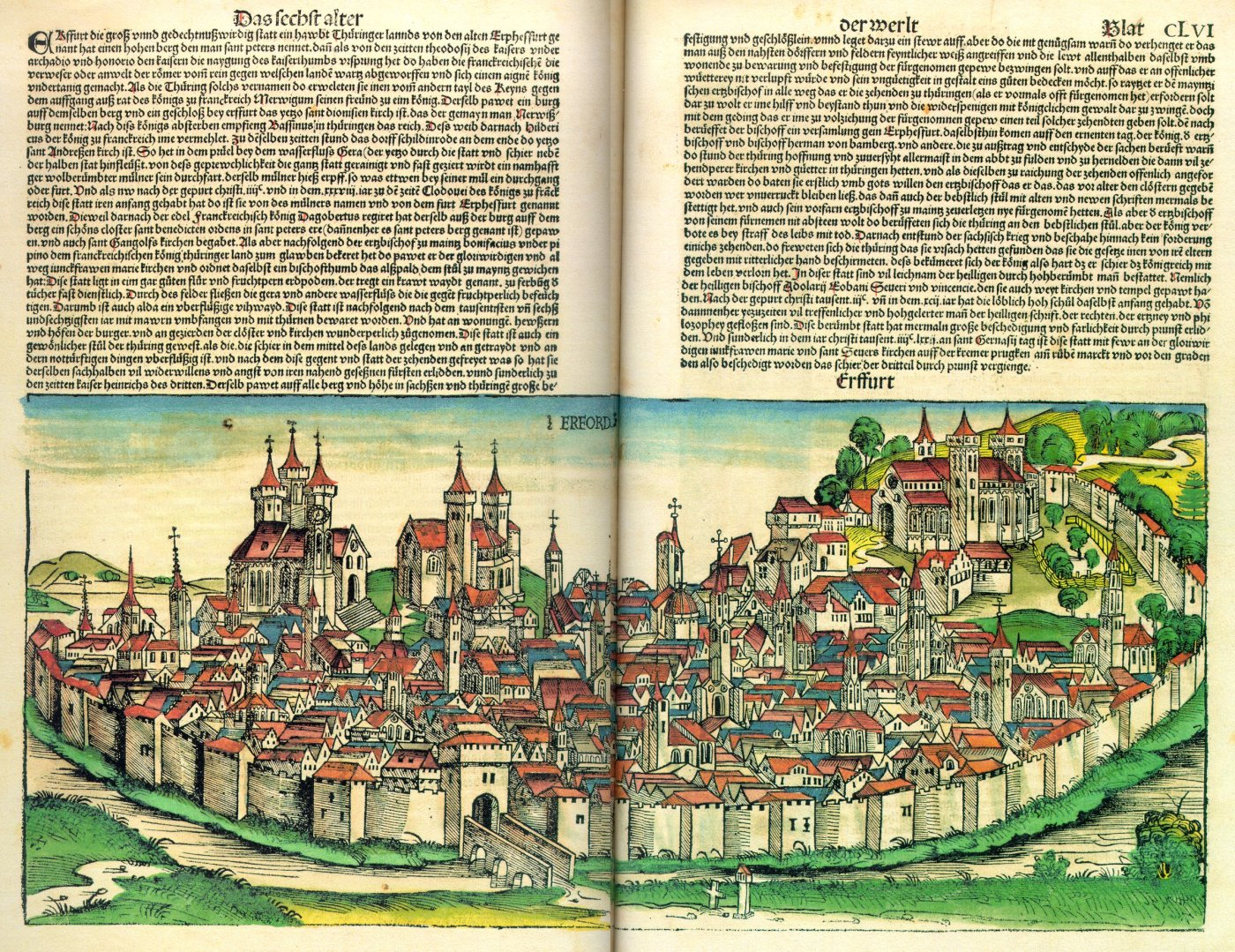
Erfurt, capital do estado livre da Turíngia, Alemanha.
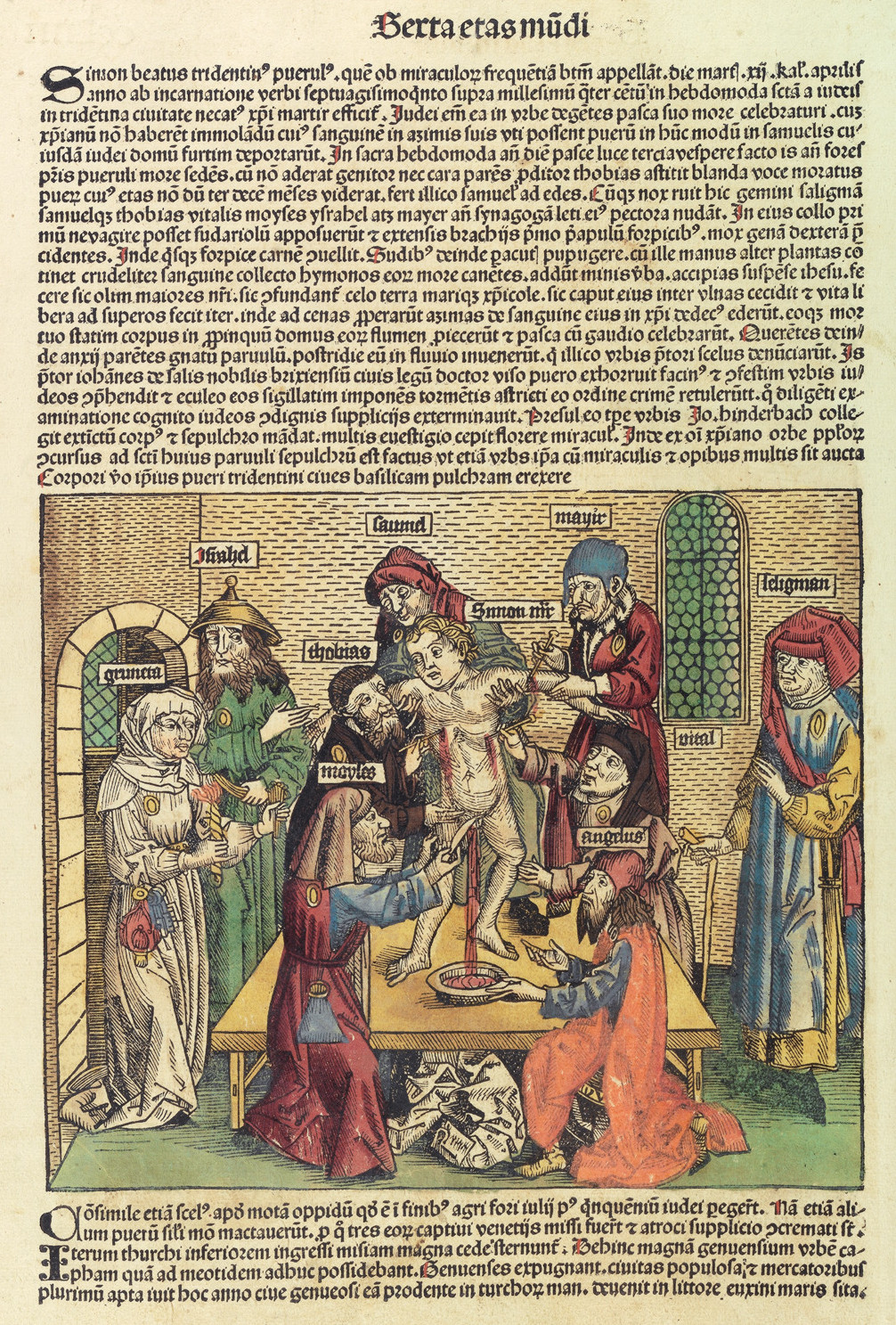
Simon von Trient (ou Simeão de Trento) - acusações falsas antisemitas (ver Libelo de sangue).
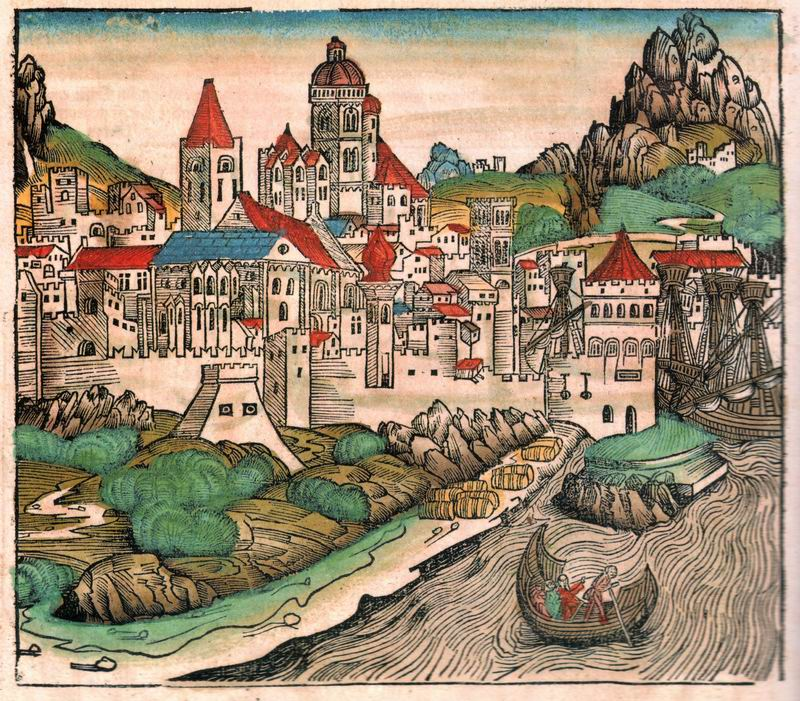
Cidade de Mogúncia, Alemanha.
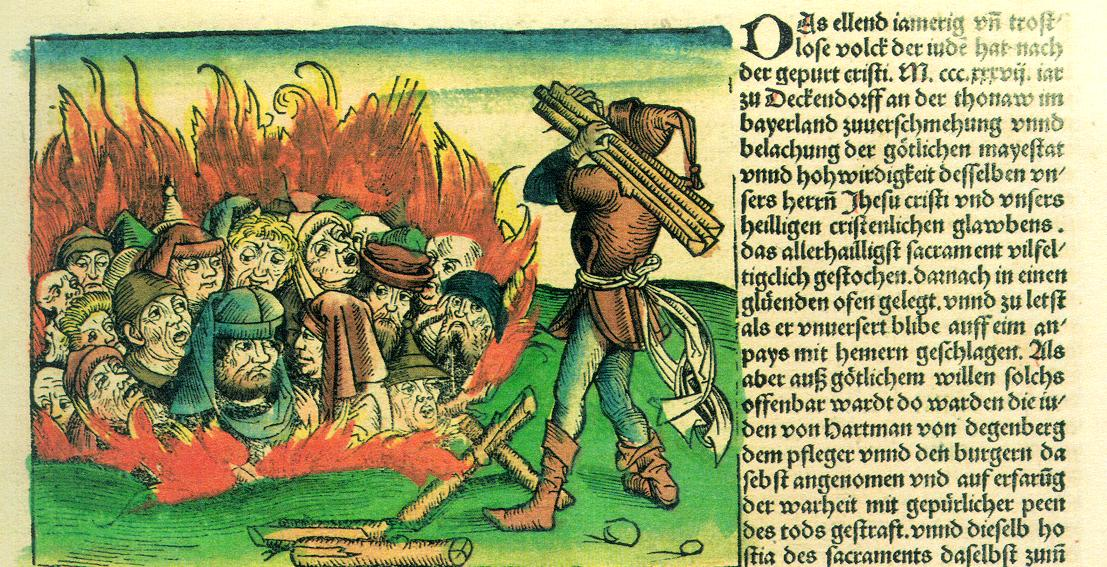
Matança de judeus na fogueira.
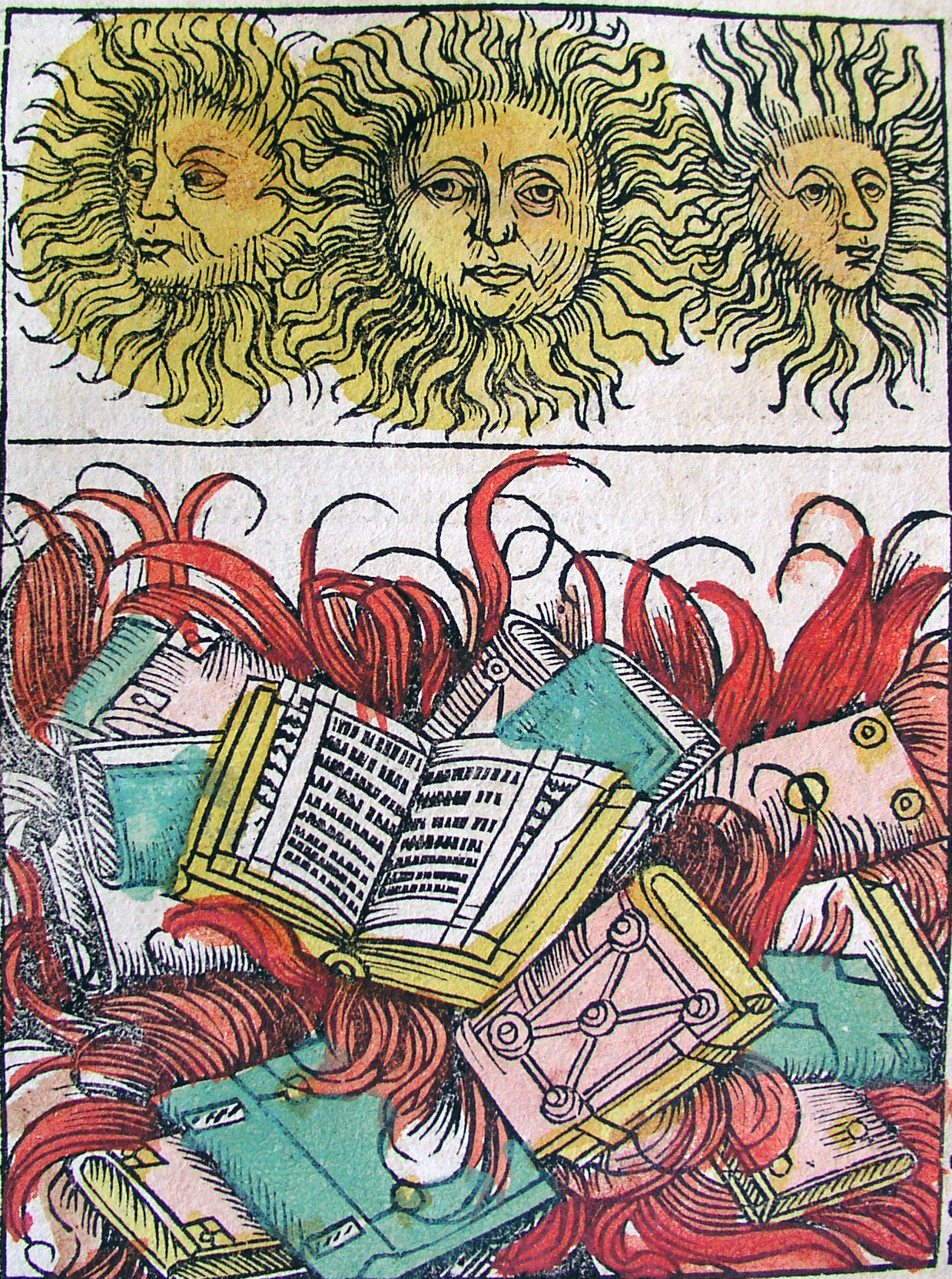
Sóis e queima de livros.
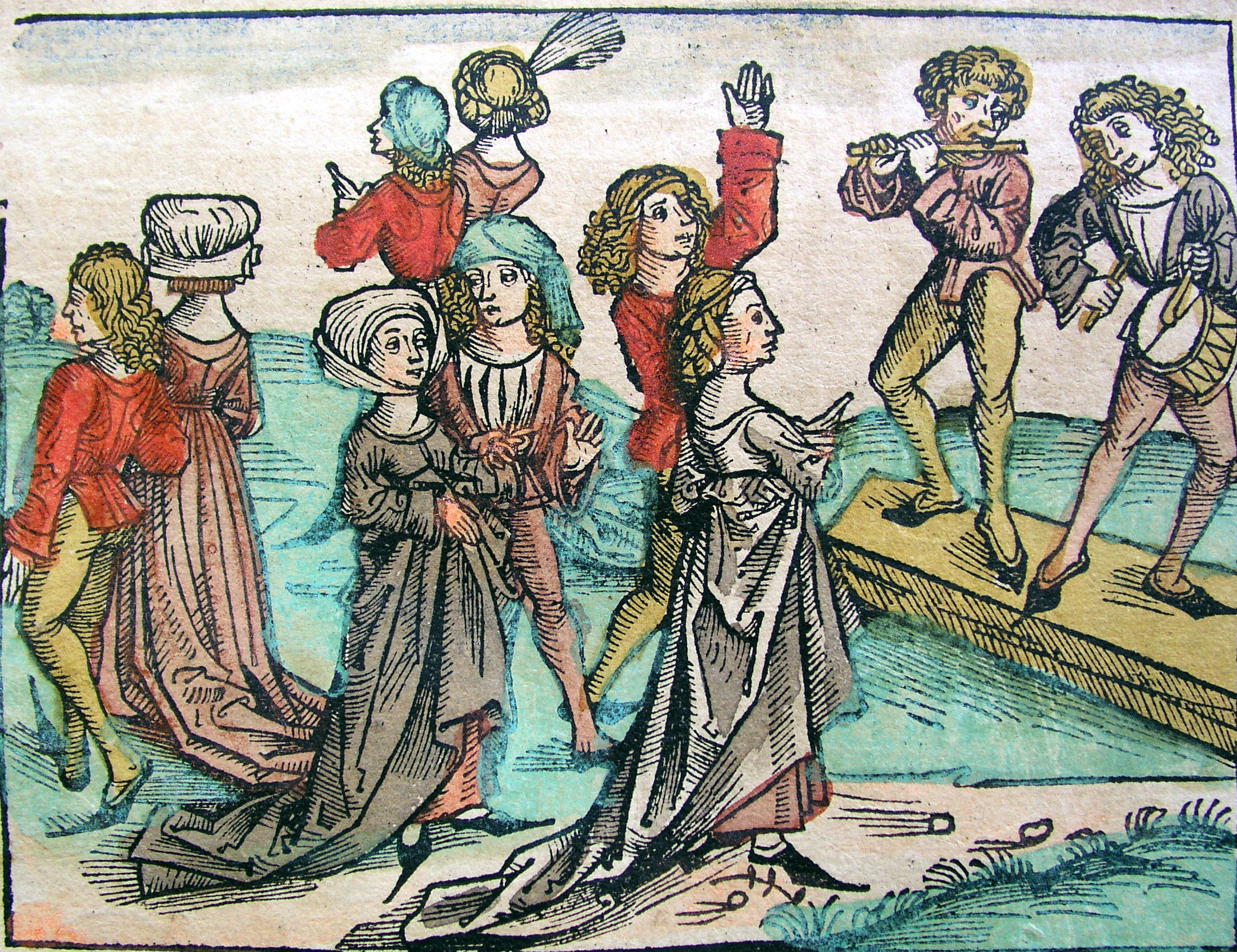
Dois músicos e quatro casais dançando.
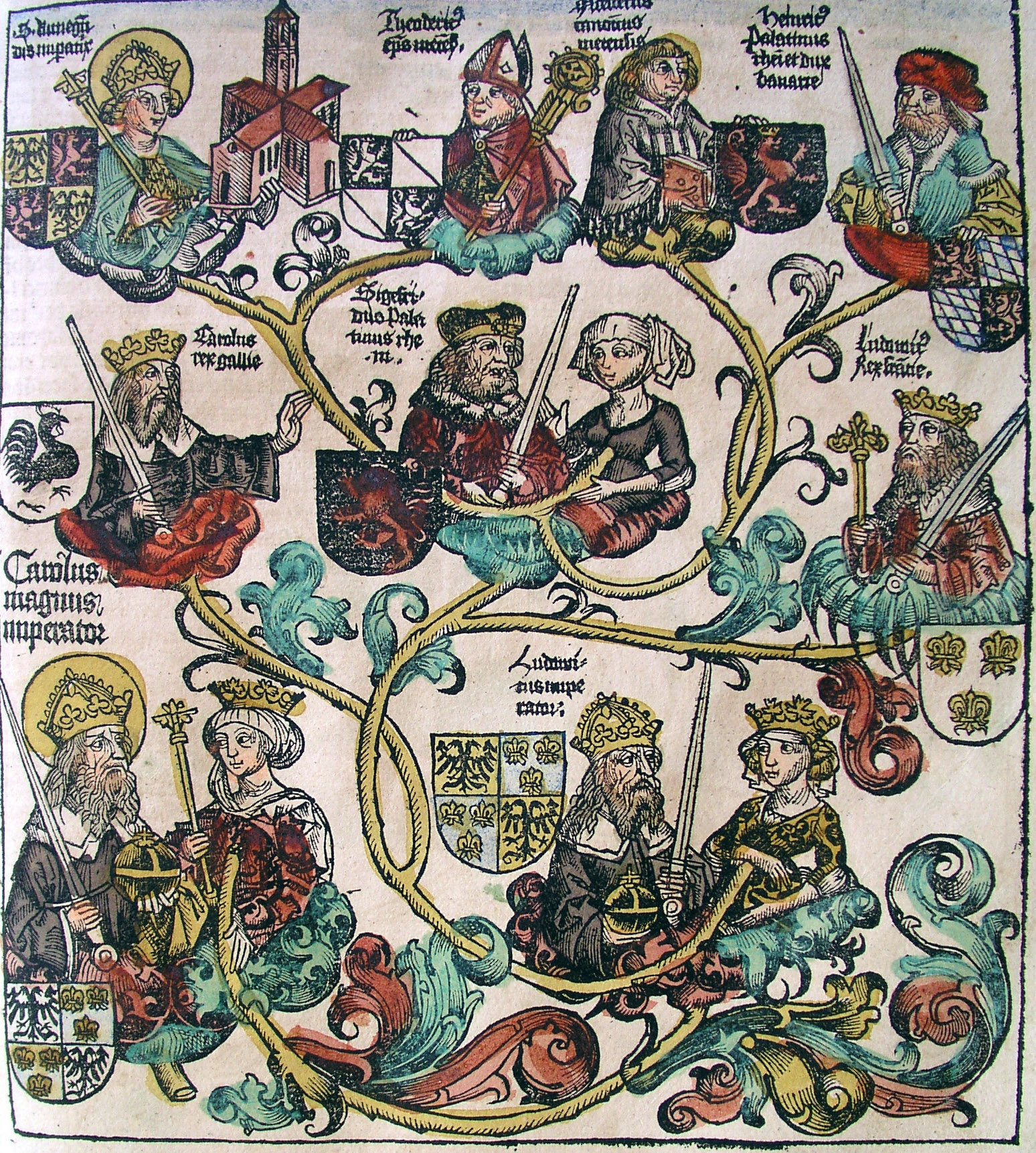
A genealogia de Carlos Magno.
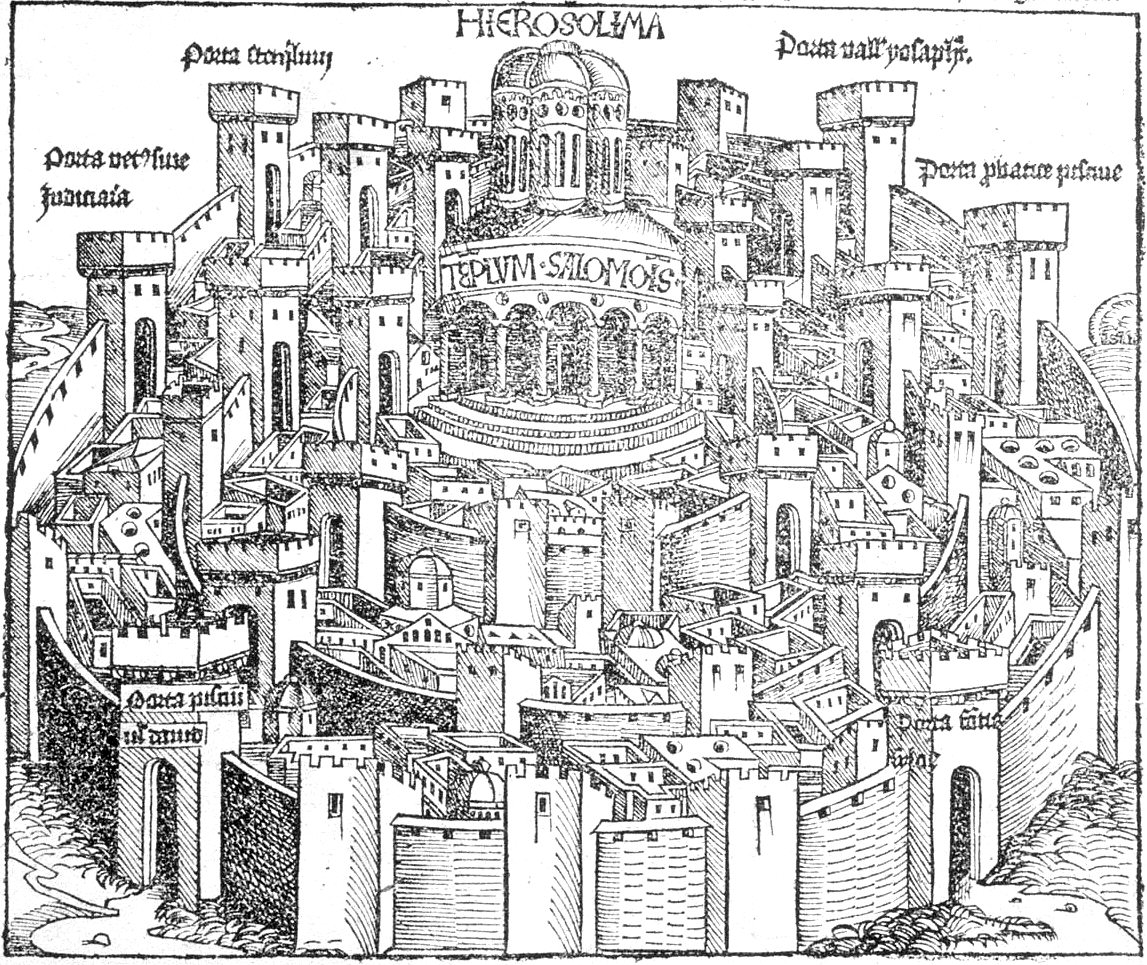
A imagem impressa mais antiga de Jerusalém.